# Јаркандски зец
Јаркандски зец (лат. Lepus yarkandensis, енгл. Yarkand hare) је сисар из реда двозубаца и фамилије зечева (Leporidae).

## Опис
Јаркандски зец је једна од најмањих врста зечева. Одрасле јединке достижу дужину тела између 28,5 и 43 центиметара и тежину од 1,1 до 1,9 килограма. Глава, тело и горња страна репа су беж боје, док је стомак беле боје. На репу нема црних длака, по чему се разликују од других врста зечева. Имају дуге уши, а врхови ушију им нису црни као код већине других врста зечева. Најсличнији му је капски зец (Lepus capensis).

## Распрострањење и станиште
Насељава степска подручја у Таримској котлини око пустиње Такла Макан у кинеској покрајини Синкјанг. Простор који насељава чини прстен у чијем средишту је пустиња. Станишта су му шуме тополе и жбуновита станишта око река, док пољопривредне површине избегава.
Популација ове врсте се смањује, судећи по расположивим подацима.

## Начин живота
Јаркандски зец је претежно ноћна животиња која је најактивнија у рано јутро и након заласка сунца, али може се видети и током дана. Храни се пре свега травом и другим биљем, као и пољопривредним културама, па може начинити штету локалним плантажама диње. Себи прави склоништа у облику удубљења на земљи под жбуњем.

## Угроженост
Ова врста је на нижем степену опасности од изумирања, и сматра се скоро угроженим таксоном.